# Forshuvudforsens kraftverk

Generalplan över Forshuvudforsens kraftverk, omkring 1921

Forshuvudforsens kraftverk är ett vattenkraftverk i Dalälven, cirka 1 kilometer uppströms Kvarnsvedens pappersbruk i Borlänge kommun.
Forshuvudforsens kraftverk anlades 1919 - 1921 och utvidgades 1928. Arkitekt var Osvald Almqvist.
En ny station byggdes på andra sidan dammen 1990 med ett aggregat och 1998 togs aggregat nummer två i drift. Den gamla stationen från 20-talet står kvar och är en del av dammen. Den nya stationen har en installerad effekt på ca 44 MW och producerar drygt 200 GWh på ett år i genomsnitt. 
2019 byggdes Norden största batteri i anslutning till kraftverket. Detta för att lättare kunna reglera frekvensen i elnätet med mindre slitage på turbiner och generatorer.
Ägare är Bullerforsens Kraft (Fortum 88 % och Borlänge Energi 12 %).